# Амосов Іван Опанасович
Іва́н Опана́сович Амо́сов (24 листопада 1800 — †13 червня 1878) — російський корабельний інженер.
За період 1832—60 побудував багато різних кораблів, у тому числі — перший в Росії гвинтовий фрегат «Архімед» з паровою машиною на 300 к. с. (1846—1848). Як інспектор кораблебудівельних робіт у Кронштадтському порту (1860—1873) Амосов відіграв значну роль у підвищенні боєздатності Балтійського флоту.